# Wülfingen (Forchtenberg)
Wülfingen ist eine Ortswüstung auf der Gemarkung Forchtenberg der Kleinstadt Forchtenberg im Hohenlohekreis in Baden-Württemberg.

## Geografische Lage
Wülfingen liegt etwa gegenüber der Mündung der Kupfer in den Kocher auf der Nordseite dieses Flusses und damit auch schräg gegenüber dem Stadtkern Forchtenbergs, der den Mündungssporn einnimmt.

## Geschichte

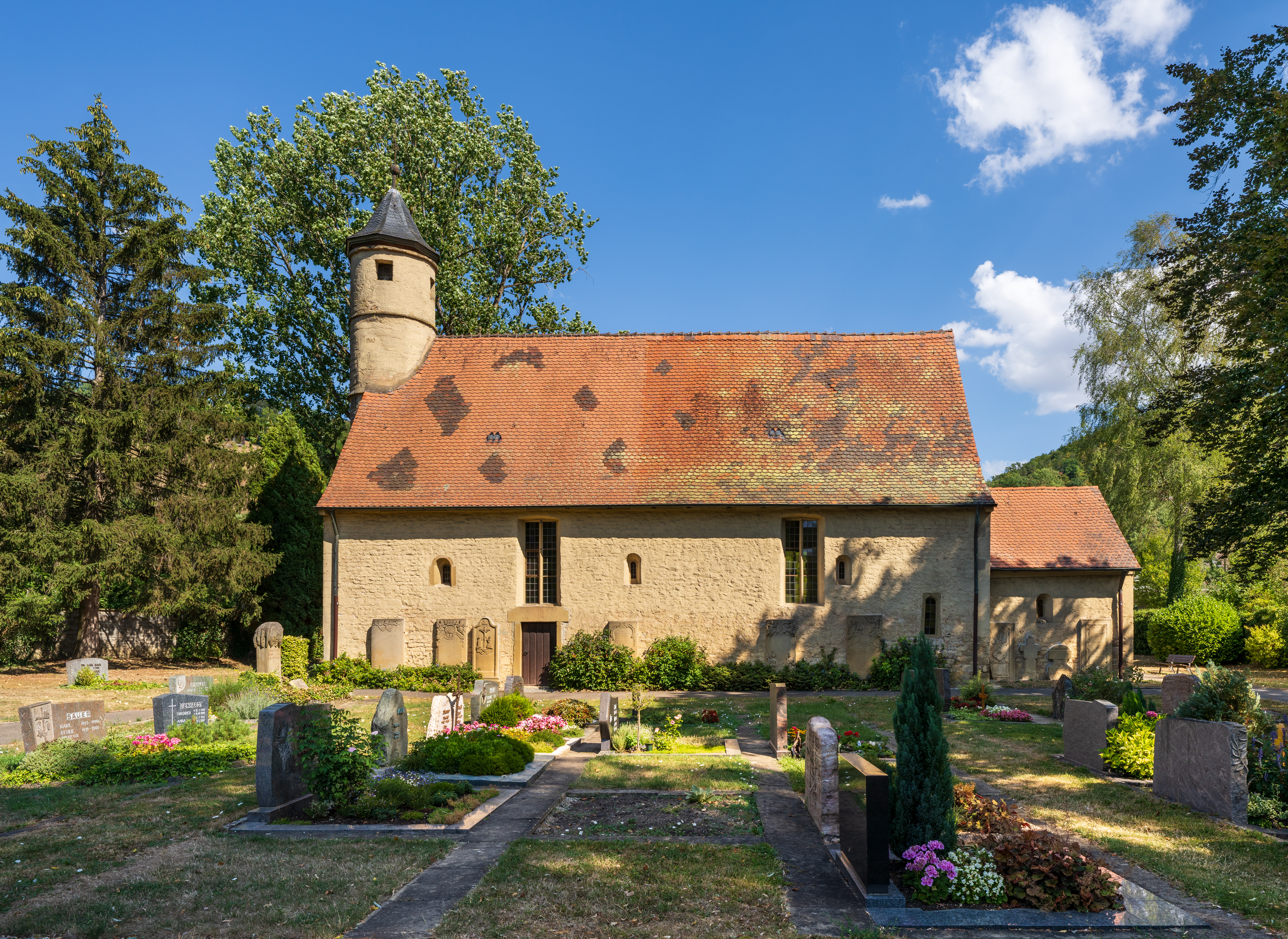
Die Michaeliskirche ist das letzte erhaltene Gebäude von Wülfingen.

Wülfingen war archäologischen Funden zufolge bereits in vorgeschichtlicher Zeit besiedelt. Zur Zeit der Alamannen bestand dort eine Siedlung, und auch die Franken siedelten dort um das Jahr 550. Die erste Erwähnung des Ortes stammt aus dem Jahr 771, eine weitere frühe Erwähnung stammt aus dem Jahr 779, als Graf Kunibert dem Kloster Fulda Güter in Wülfingen schenkte.
Der Ort zählte zum Kochergau und war Sitz eines Kochergaugrafen. Im Jahr 1042 ist Graf Heinrich als Kochergaugraf in Wülfingen belegt. 1212 kam Wülfingen an die Herren von Dürn, die um Wülfingen weiteren Besitz hatten und auf dem Bergsporn südöstlich von Wülfingen eine Burg erbauten. Die Burg war unter Konrad von Dürn im Jahr 1234 vollendet. Vermutlich zur selben Zeit wurde die befestigte Stadt Forchtenberg am Fuße der Burg angelegt, die 1298 erstmals urkundlich erwähnt wurde und zu deren Gunsten Wülfingen sowie das nahe Kupferhausen an der Kupfermündung aufgegeben wurden.
An Wülfingen erinnert heute lediglich noch die Michaeliskirche auf dem Friedhof von Forchtenberg, die einst Kirche von Wülfingen und Urkirche für das umliegende Kochertal war. Ein Vorgängerbauwerk der heutigen Friedhofskirche, die in ihrem Inneren Fresken des 14. Jahrhunderts enthält, bestand möglicherweise schon lange vor der ersten Erwähnung Wülfingens.
In den 1970er Jahren wurden in der Wüstung archäologische Grabungen durchgeführt. Sie zählen bis heute zu den wichtigsten Untersuchungen einer mittelalterlichen Dorfwüstung. Erfasst wurden Reste von Pfostenbauten, Steinfundamentbauten, Grubenhäuser sowie mehrere Töpferöfen.